# Giuseppe Furino
Giuseppe Furino (Palermo, 5 de julio de 1946) es un exfutbolista italiano. Se formó en las divisiones inferiores de la Juventus FC, comenzando como líbero pero con la llegada de Gaetano Scirea al primer equipo pasaría al centro del campo en la función de volante de contención detrás de Franco Causio y Roberto Bettega, posición en la que alcanzaría la gloria.
Fue cedido en 1966 al Savona, un equipo de la Serie B y la Serie C italiana, destacando por su espíritu de lucha, su disposición táctica y por su fortaleza física a pesar de su baja estatura: 1,67 m. 
En 1968, tras 61 partidos y 7 goles con el Savona, pasaría a las filas del Palermo, ya en la Serie A, debutando el 29 de agosto de 1968 con derrota 0-3 ante Cagliari. Allí marcaría un gol en 27 partidos disputados.
Con 23 años de edad llegó a la Juventus como reemplazo de una leyenda del fútbol español: Luis del Sol. Su debut con el cuadro turinés se produjo el 14 de septiembre de 1969, con victoria a su ex club palermitano por 4-1.
Su debut con la selección italiana se produjo el 6 de junio de 1970 con empate 0-0 ante Uruguay. Estuvo presente en el Mundial de México de ese mismo año, donde llegaría a la final.
Durante su estancia en la Vecchia Signora (16 temporadas) fue considerado titular indiscutido por todos sus entrenadores por su liderazgo, desde Heriberto Herrera hasta Giovanni Trapattoni, conquistando 8 Scudettos (récord absoluto de la Serie A), 2 Copas de Italia, una Copa de la UEFA en 1977 y la Recopa de Europa de 1984; destacando incluso en la capitanía del equipo.
Con la Juve anotó 19 goles en 528 partidos oficiales, hasta que abandonó la práctica activa del fútbol con 38 años de edad, dedicándose después a trabajar en la Juve como ojeador de futuros talentos para la entidad.

## Trayectoria
- Savona (1966-1968).
- UC CIttà di Palermo (1969).
- Juventus FC (1969-1984).

## Palmarés

### Torneos nacionales
| Título      | Club           | País   | Año     |
| ----------- | -------------- | ------ | ------- |
| Serie A     | Juventus F. C. | Italia | 1971-72 |
| Serie A     | Juventus F. C. | Italia | 1972-73 |
| Serie A     | Juventus F. C. | Italia | 1974-75 |
| Serie A     | Juventus F. C. | Italia | 1976-77 |
| Serie A     | Juventus F. C. | Italia | 1977-78 |
| Copa Italia | Juventus F. C. | Italia | 1978-79 |
| Serie A     | Juventus F. C. | Italia | 1980-81 |
| Serie A     | Juventus F. C. | Italia | 1981-82 |
| Copa Italia | Juventus F. C. | Italia | 1982-83 |
| Serie A     | Juventus F. C. | Italia | 1983-84 |

### Torneos internacionales
| Título           | Club           | Sede    | Año     |
| ---------------- | -------------- | ------- | ------- |
| Copa de la UEFA  | Juventus F. C. | Bilbao  | 1976-77 |
| Recopa de Europa | Juventus F. C. | Basilea | 1983-84 |